# Оскар Ларіос
Оскар Ларіос (ісп. Óscar Larios, 1 листопада 1976) — мексиканський професійний боксер, чемпіон світу за версією WBC в другій легшій (2002—2005) і у напівлегкій вазі (2008—2009).

## Професіональна кар'єра
Дебютував на профірингу 1994 року у віці 17 років і здобув двадцять перемог поспіль. 12 квітня 1997 року зазнав першої поразки нокаутом у першому раунді в бою проти співвітчизника Ісраеля Васкеса.
23 жовтня 1998 року зазнав другої поразки, знов дострокової, від співвітчизника Агапіто Санчеса в бою за титул WBO Inter-Continental.
Здобувши десять перемог поспіль, 19 січня 2001 року Оскар Ларіос вийшов на бій проти чемпіона WBC у другій легшій вазі Віллі Джорріна (США) і програв одностайним рішенням суддів.
17 травня 2002 року вдруге зустрівся в бою з Ісраелем Васкесом і переміг технічним нокаутом в останньому раунді, завоювавши вакантний титул «тимчасового» чемпіона світу за версією WBC у другій легшій вазі. В наступному бою здобув перемогу і 1 листопада 2002 року вийшов на бій проти чемпіона WBC Віллі Джорріна, в якому здобув перемогу технічним нокаутом у першому раунді.
Здобувши десять перемог поспіль, у тому числі в семи захистах титулу, серед яких два були проти Вейна Маккалоу (Ірландія) і один проти Недала Хуссейна (Австралія), 3 грудня 2005 року втретє зустрівся в бою з Ісраелем Васкесом і програв технічним нокаутом в третьому раунді, втративши звання чемпіона.
2 липня 2006 року в Манілі Оскар Ларіос вийшов на бій проти чемпіона WBC International у другій напівлегкій вазі Менні Пак'яо (Філіппіни). Поєдинок завершився перемогою філіппінця одностайним рішенням суддів.
21 липня 2007 року в бою за вакантний титул «тимчасового» чемпіона світу за версією WBC у напівлегкій вазі зустрівся з Хорхе Лінаресом (Венесуела) і програв технічним нокаутом в десятому раунді. Провівши один переможний бій, 31 травня 2008 року Ларіос переміг Фейдера Вілорія і завоював вакантний титул «тимчасового» чемпіона світу за версією WBC у напівлегкій вазі. 2 серпня 2008 року провів успішний захист звання «тимчасового» чемпіона, а 13 серпня 2008 року після переходу Хорхе Лінареса до наступної вагової категорії був підвищений до звання повноцінного чемпіона.
16 жовтня 2008 року в першому захисті титулу переміг розділеним рішенням Ао Такахіро (Японія). 12 березня 2009 року суперники зустрілися вдруге. Перемогу одностайним рішенням суддів здобув японець, відібравши титул чемпіона, після чого Ларіос оголосив про завершення кар'єри.